# Maryland State House
Das Maryland State House in Annapolis ist Sitz der Maryland General Assembly, des Parlaments des amerikanischen Bundesstaats Maryland. Erbaut 1772 im georgianischen Stil ist es das älteste, durchgehend genutzte State House der Vereinigten Staaten. Das Gebäude befindet sich am State Circle 100.

## Parlamentssitz

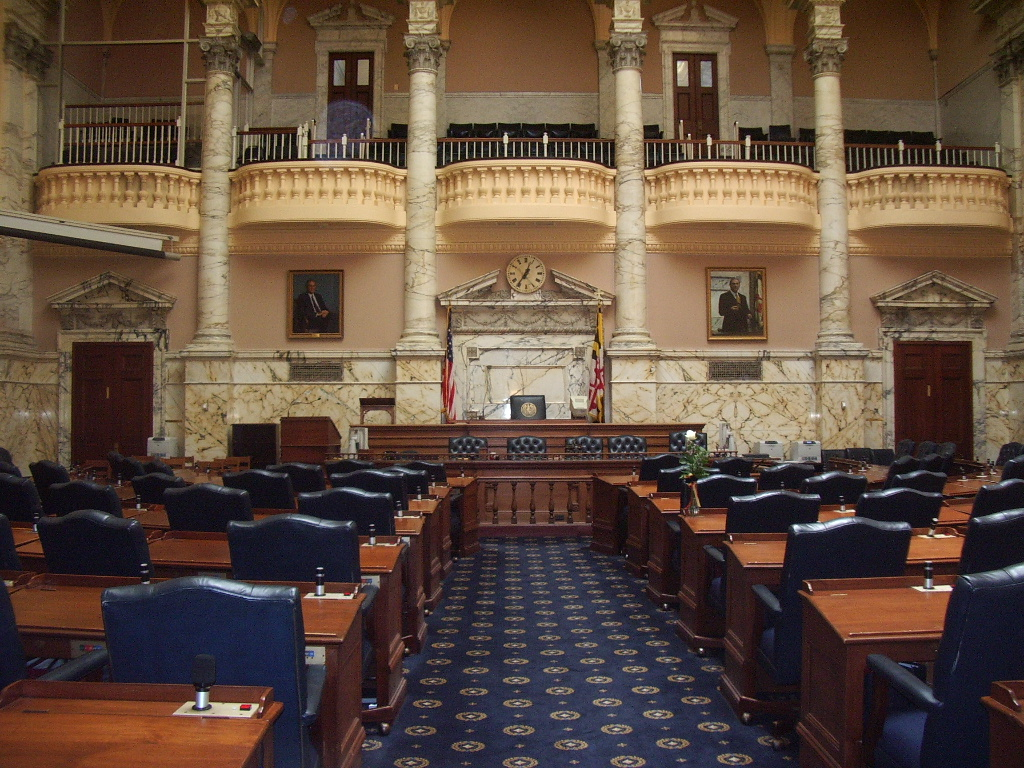
Sitzungssaal des Maryland House of Delegates.

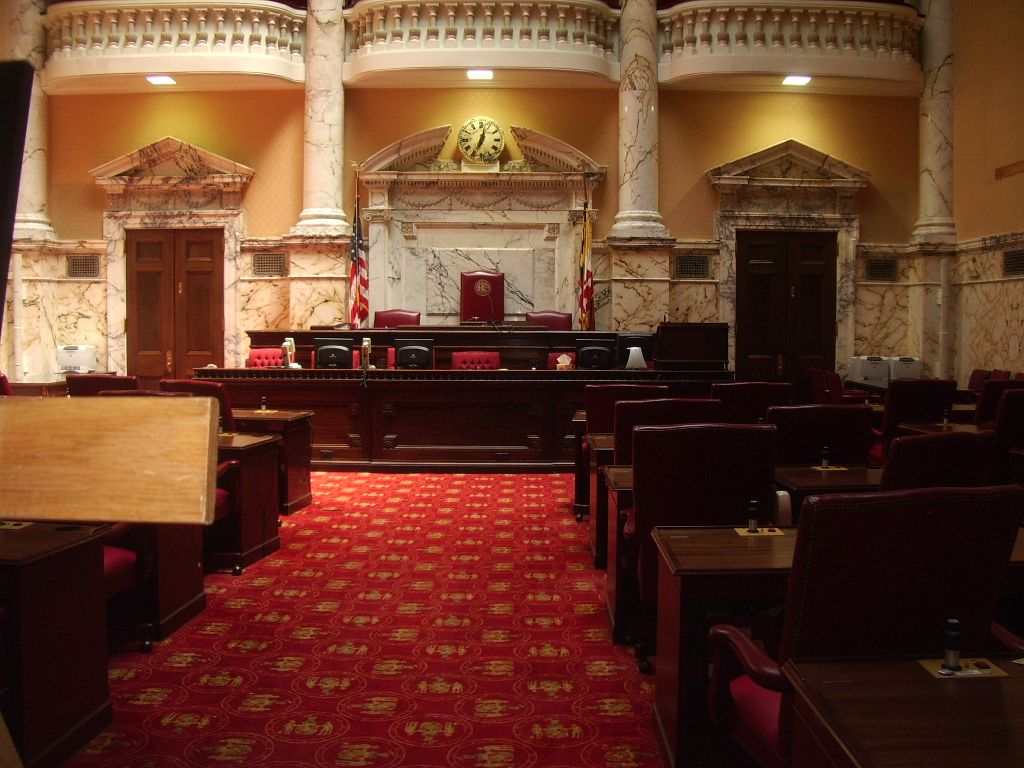
Sitzungssaal des Maryland Senate.

Das Gebäude dient den beiden Kammern der General Assembly (Parlament) von Maryland, dem Maryland Senate und dem Maryland House of Delegates, in jedem Jahr 90 Tage lang als Parlamentsgebäude. Außerdem befinden sich im Gebäude die Büros der gewählten Repräsentanten des Staates: des Gouverneurs, des Vize-Gouverneurs und des Justizministers sowie der Vorsitzenden der beiden Parlamentskammern.

## Historische Bedeutung

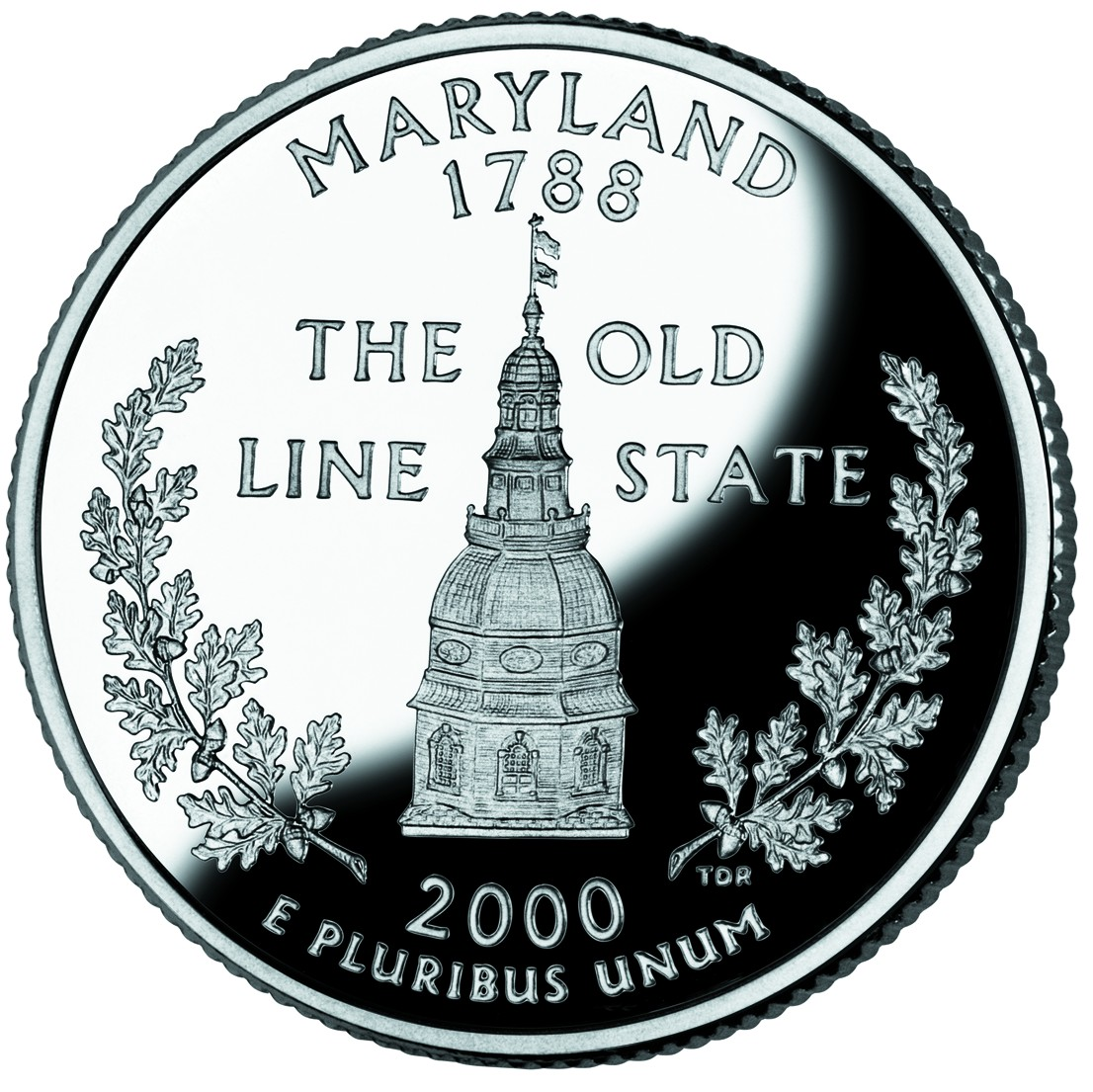
State Quarter des Bundesstaats Maryland

Das Maryland State House war nach dem Ende Amerikanischen Unabhängigkeitskriegs, als Annapolis kurzzeitig Hauptstadt der jungen Vereinigten Staaten war, vom 26. November 1783 bis zum 13. August 1784 Versammlungsort des zweiten Kontinentalkongresses, der Revolutionsregierung der Vereinigten Staaten. In dieser Phase unterzeichnete George Washington hier am 23. Dezember 1783 nach dem gewonnenen Revolutionskrieg den Rücktritt als Kommandant der Continental Army, und der Kontinentalkongress ratifizierte hier am 14. Januar 1784 den Vertrag von Paris, der den Unabhängigkeitskrieg der USA offiziell beendete.
Aufgrund der historischen Bedeutung wurde das State House 1960 zur National Historic Landmark erklärt, seit 1966 ist das Gebäude im National Register of Historic Places gelistet. Die Kuppel des Maryland State House wurde im Jahr 2000 auf dem State Quarter abgebildet, der Gedenkmünze des Bundesstaates Maryland im Rahmen der 50 State Quarters-Serie der amerikanischen Münzprägeanstalt.

## Baugeschichte
Das Gebäude war das dritte State House an diesem Ort, nachdem die Hauptstadt der Kolonie 1695 von Saint Mary’s City nach Anne Arundel’s Towne, dem späteren Annapolis verlegt worden war. Das erste State House brannte 1704 ab, das zweite wurde 1709 fertiggestellt und 60 Jahre später abgerissen, nachdem es baufällig geworden war und sich als zu klein für die gewachsene Verwaltung erwiesen hatte, der Grundstein für dieses dritte State House wurde am 28. März 1772 gelegt.
Architekt der ersten Bauphase bis 1779 war Joseph Horatio Anderson. Im Rahmen größerer Reparatur- und Umbauarbeiten ab 1785 wurde der Architekt Joseph Clark beauftragt, auch eine neue Kuppel zu entwerfen; diese wurde die größte Holzkuppel der USA ohne Metallnägel. Gekrönt ist die Kuppel durch einen Blitzableiter nach Plänen von Benjamin Franklin.
Die Vorlage für Clarks ungewöhnlichen Entwurf der neuen Kuppel ist nicht bekannt, allerdings wurden auffällige Ähnlichkeiten zur Kuppel des Karlsruher Schlossturms festgestellt.